# Wenceslaus (rooms-koning)
Wenceslaus van Luxemburg (Ook wel: Wenceslaus IV; Tsjechisch: Václav; Duits: Wenzel, Neurenberg, 26 februari 1361 – Wenzelsburg, 16 augustus 1419) was koning van Bohemen vanaf 1378 tot zijn dood en rooms-koning tot aan zijn afzetting in 1400. Als lid van de adellijke familie Huis Luxemburg was hij van 1383 tot 1388 hertog van Luxemburg.

## Levensloop
Wenceslaus werd op 26 februari 1361 geboren in de vrije rijksstad Neurenberg als zoon van keizer Karel IV en zijn derde vrouw Anna van Schweidnitz.
In 1373 werd hij keurvorst van Brandenburg. Bij de dood van zijn vader had hij reeds de titel van rooms-koning als Wenceslaus I en werd ook koning van Bohemen (1378-1419) als Wenceslaus IV (Václav IV). Hij moest zijn titel van keurvorst van Brandenburg afstaan aan zijn jongere halfbroer Sigismund. Bij de dood van zijn oom Wenceslaus I in 1383 erfde hij het hertogdom Luxemburg.
Wenceslaus verpandde op 26 februari 1388 het hertogdom Luxemburg aan zijn neef Jobst van Moravië. Van die dag tot 23 november 1457 was er sprake van een erfhertog en een regerend hertog "bij verpanding". Na de dood van Jobst in 1411 probeerde Wenceslaus zijn beslissing ongedaan te maken door opnieuw de macht te grijpen, maar hij stond de macht een jaar later alweer af aan Antoon van Bourgondië, de echtgenoot van zijn nicht Elisabeth van Görlitz.
Aangezien Wenceslaus al zijn tijd doorbracht in Bohemen en bovendien een drankprobleem had, vond een deel van de keurvorsten dat hij het Roomse Rijk verwaarloosde. In 1400 werd hij afgezet als rooms-koning en vervangen door Ruprecht van de Palts uit het Huis Wittelsbach. Tussen 1402 en 1403 leefde hij in gevangenschap. 
In 1410 na de dood van Ruprecht, waren er drie pausen en drie keizers. In 1411 stierf Jobst, Wenceslaus ging akkoord dat zijn broer Sigismund rooms-koning werd, indien hij de titel van koning van Bohemen mocht behouden. Wenceslaus stierf in 1419 kinderloos en liet zijn land achter met de Hussietenoorlogen, een religieuze beweging in Bohemen.
Wenceslaus overleed op 16 augustus 1419 in Wenzelsburg (Tsjechisch: Nový hrad u Kunratic, hedendaags deel van Praag),

## Relaties
Wenceslaus was verloofd en getrouwd:
- in 1361 met Elisabeth van Nürnberg (1358-1411), dochter van burggraaf Frederik V van Neurenberg en Elisabeth van Meissen (verloving ontbonden in 1365)
- in 1365 met Elisabeth van Hongarije (1354-1380), dochter van hertog Steven van Dalmatië en Margaretha van Wittelsbach (alleen verloofd)
- in 1369 met Anna van Polen (1366-1425), dochter van koning Casimir III van Polen en diens vierde vrouw Hedwig van Sagan
- in 1370 met Johanna van Wittelsbach (1356-1386), dochter van Albrecht van Beieren en Margaretha van Brieg
- in 1387 met Johanna van Aragón (1375-1407), dochter van koning Johan I van Aragón en Martha van Armagnac
- in 1389 met Sophia van Wittelsbach (1376-1425), dochter van hertog Johan II van Beieren en Catharina van Gorizia

Alle huwelijken/verlovingen bleven kinderloos.

## Voorouders
| Voorouders van Wenceslaus (rooms-koning) | Voorouders van Wenceslaus (rooms-koning)                                 | Voorouders van Wenceslaus (rooms-koning)                                 | Voorouders van Wenceslaus (rooms-koning)                                              | Voorouders van Wenceslaus (rooms-koning)                                              | Voorouders van Wenceslaus (rooms-koning)                                       | Voorouders van Wenceslaus (rooms-koning)                                       | Voorouders van Wenceslaus (rooms-koning)                                            | Voorouders van Wenceslaus (rooms-koning)                                            |
| ---------------------------------------- | ------------------------------------------------------------------------ | ------------------------------------------------------------------------ | ------------------------------------------------------------------------------------- | ------------------------------------------------------------------------------------- | ------------------------------------------------------------------------------ | ------------------------------------------------------------------------------ | ----------------------------------------------------------------------------------- | ----------------------------------------------------------------------------------- |
| Overgrootouders                          | Keizer Hendrik VII (1274-1313) ∞ 1260 Margaretha van Brabant (1276-1311) | Keizer Hendrik VII (1274-1313) ∞ 1260 Margaretha van Brabant (1276-1311) | Wenceslaus II van Bohemen (koning) (1271-1305) ∞ 1285 Judith van Habsburg (1271-1297) | Wenceslaus II van Bohemen (koning) (1271-1305) ∞ 1285 Judith van Habsburg (1271-1297) | Bernard II van Schweidnitz (1288-1326) ∞ Cunegonde (-1331)                     | Bernard II van Schweidnitz (1288-1326) ∞ Cunegonde (-1331)                     | Karel I Robert van Hongarije (1288-1342) ∞ 1306 Maria van Silezië-Bytom (1283-1317) | Karel I Robert van Hongarije (1288-1342) ∞ 1306 Maria van Silezië-Bytom (1283-1317) |
| Grootouders                              | Jan de Blinde (1296-1346) ∞ 1310 Elisabeth I van Bohemen (1292-1330)     | Jan de Blinde (1296-1346) ∞ 1310 Elisabeth I van Bohemen (1292-1330)     | Jan de Blinde (1296-1346) ∞ 1310 Elisabeth I van Bohemen (1292-1330)                  | Jan de Blinde (1296-1346) ∞ 1310 Elisabeth I van Bohemen (1292-1330)                  | Hendrik II van Schweidnitz (ca. 1316-1345) ∞ 1338 Catharina van Valois (-1355) | Hendrik II van Schweidnitz (ca. 1316-1345) ∞ 1338 Catharina van Valois (-1355) | Hendrik II van Schweidnitz (ca. 1316-1345) ∞ 1338 Catharina van Valois (-1355)      | Hendrik II van Schweidnitz (ca. 1316-1345) ∞ 1338 Catharina van Valois (-1355)      |
| Ouders                                   | Keizer Karel IV (1316-1378) ∞ 1353 Anna van Schweidnitz (1339-1362)      | Keizer Karel IV (1316-1378) ∞ 1353 Anna van Schweidnitz (1339-1362)      | Keizer Karel IV (1316-1378) ∞ 1353 Anna van Schweidnitz (1339-1362)                   | Keizer Karel IV (1316-1378) ∞ 1353 Anna van Schweidnitz (1339-1362)                   | Keizer Karel IV (1316-1378) ∞ 1353 Anna van Schweidnitz (1339-1362)            | Keizer Karel IV (1316-1378) ∞ 1353 Anna van Schweidnitz (1339-1362)            | Keizer Karel IV (1316-1378) ∞ 1353 Anna van Schweidnitz (1339-1362)                 | Keizer Karel IV (1316-1378) ∞ 1353 Anna van Schweidnitz (1339-1362)                 |
| Wenceslaus (rooms-koning) (1361-1419)    |                                                                          |                                                                          |                                                                                       |                                                                                       |                                                                                |                                                                                |                                                                                     |                                                                                     |